# Anagallis
- Commons
- Wikispecies

Anagallis L. (anagálide) é um género botânico pertencente à família Myrsinaceae.

## Sinonímia
- Centunculus L.
- Micropyxis Duby

## Espécies
| - Anagallis acuminata - Anagallis alternifolia - Anagallis arvensis - Anagallis barbata - Anagallis brevipes - Anagallis crassifolia - Anagallis djalonis - Anagallis filiformis - Anagallis foemina - Anagallis gracilipes - Anagallis hexamera - Anagallis kingaensis | - Anagallis minima - Anagallis monelli - Anagallis nummulariifolia - Anagallis oligantha - Anagallis peploides - Anagallis pumila - Anagallis rubricaulis - Anagallis schliebenii - Anagallis serpens - Anagallis tenella - Anagallis tenuicaulis - Anagallis tsaratananae |

- Lista completa

## Classificação do gênero
| Sistema | Classificação                      | Referência               |
| ------- | ---------------------------------- | ------------------------ |
| Linné   | Classe Pentandria, ordem Monogynia | Species plantarum (1753) |